# Ovibos moschatus
Il bue muschiato (Ovibos moschatus Zimmermann, 1780) è un mammifero artico appartenente alla famiglia Bovidae, noto per il suo folto manto che arriva quasi a terra e il caratteristico odore di muschio. Appartiene alla sottofamiglia Caprinae e pertanto è imparentato più con la capra domestica (Capra hircus) che con il toro (Bos taurus).

## Descrizione
In entrambi i sessi sono presenti lunghe corna curve. L'altezza al garrese è di circa 1 m, la lunghezza di 2 m. I buoi muschiati hanno un manto il cui colore varia tra il bruno, il grigio e il giallastro. Possono vivere fino a 20 anni. L'esemplare adulto può essere alto fino a 1,4 m, lungo circa 2,5 m e può pesare dai 200 ai 400 kg.

## Biologia
Durante l'estate i buoi muschiati vivono in aree umide, soprattutto valli in cui scorrono dei fiumi. In inverno si spingono a quote più elevate al fine di evitare la neve più profonda. Si nutrono di erba, radici, carici e di altre piante terricole, scavando nella neve alla ricerca di cibo. 
I branchi sono composti solitamente da 10-20 individui, ma in certi casi possono arrivare a 100 capi. Durante l'inverno sono formati da adulti di entrambi i sessi e da esemplari giovani. Nella stagione degli amori (intorno alla metà di agosto) i maschi ingaggiano combattimenti alla fine dei quali l'esemplare dominante finisce con l'allontanare gli altri maschi adulti del gruppo. Le femmine raggiungono la maturità sessuale a 2 anni di età, i maschi a 5. Il periodo di gestazione dura 8-9 mesi. Quasi sempre nasce un solo piccolo, che viene allattato per un anno, anche se può cominciare a mangiare erba già una settimana dopo la nascita.
I buoi muschiati sono animali sociali, e sono famosi per la tipica disposizione circolare che assumono quando si sentono minacciati. Tale disposizione (piccoli al centro, muro di corna puntate all'esterno) spesso è sufficiente a respingere l'attacco dei lupi artici, ma è del tutto inefficace se l'attacco viene sferrato da un orso polare.

## Distribuzione
I buoi muschiati vivono nelle zone artiche del Canada, della Groenlandia e dell'Alaska. 
Tra la fine del XIX e l'inizio del XX secolo la popolazione originaria dell'Alaska si estinse a causa della caccia eccessiva, però la specie vi fu subito reintrodotta, come anche nel Nord Europa (nelle montagne fra Norvegia e Svezia) e in Russia. In passato il bue muschiato rischiò di estinguersi, ma le misure protettive hanno permesso di salvare la specie. 
Attualmente la popolazione complessiva è in aumento (soprattutto nelle zone in cui il bue muschiato è stato recentemente introdotto) ed è stimata tra i 65.000 e gli 85.000 capi. In alcuni paesi è consentita la caccia regolamentata.

## Evoluzione
Il bue muschiato è l'ultimo rappresentante di un gruppo di caprini noti come Ovibovini, che si svilupparono nel corso del Miocene superiore (circa 12 - 8 milioni di anni fa) in Eurasia. Tra le prime forme vi fu Mesembriacerus, che, nonostante le dimensioni minori, aveva già acquisito una morfologia robusta. Tra le altre forme mioceniche vi furono i bizzarri Criotherium, Plesiaddax e Urmiatherium. Nel Pliocene e nel Pleistocene il gruppo si diffuse anche in Nordamerica con forme come Euceratherium e Bootherium, mentre il più probabile antenato del bue muschiato è Praeovibos. Un'altra forma pleistocenica è l'insolita Soergelia; a questo gruppo è stato ascritto anche l'enigmatico genere Megalovis. 
L'asiatico takin (Budorcas taxicolor) è a volte considerato uno stretto parente del bue muschiato, ma alcune analisi del DNA mitocondriale sembrerebbero dimostrare che le somiglianze tra i due animali sono frutto di convergenza evolutiva.

## Galleria d'immagini

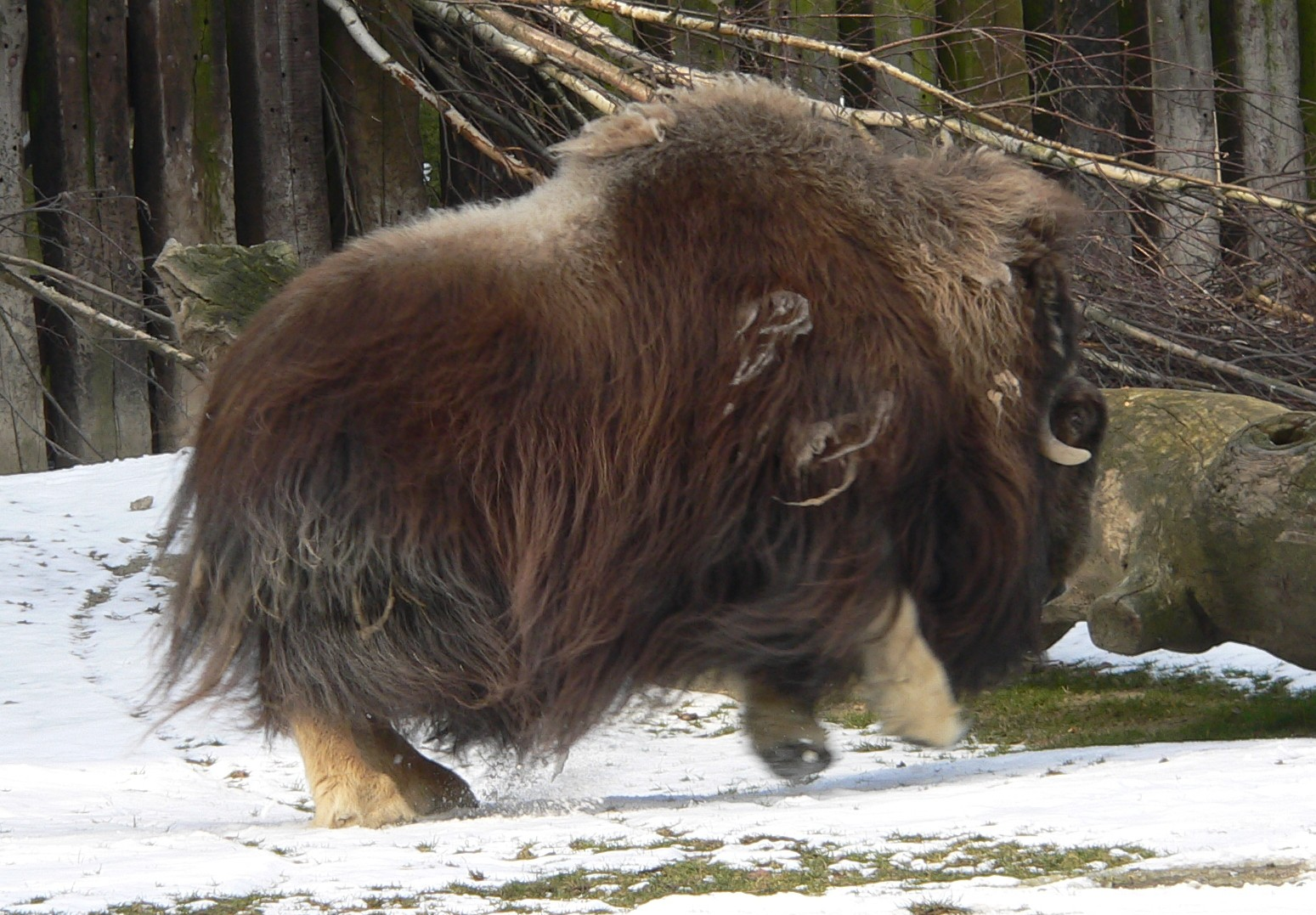
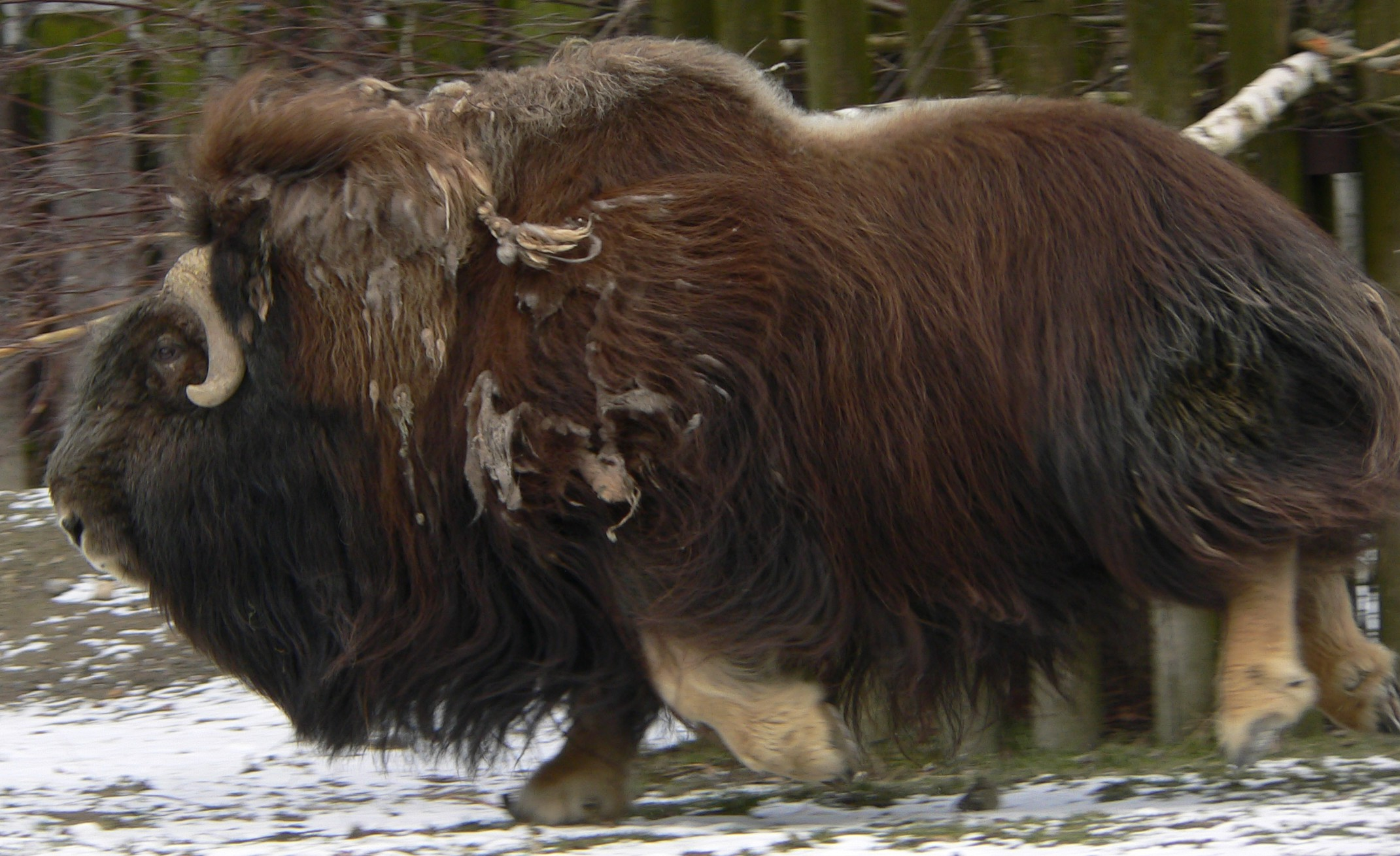
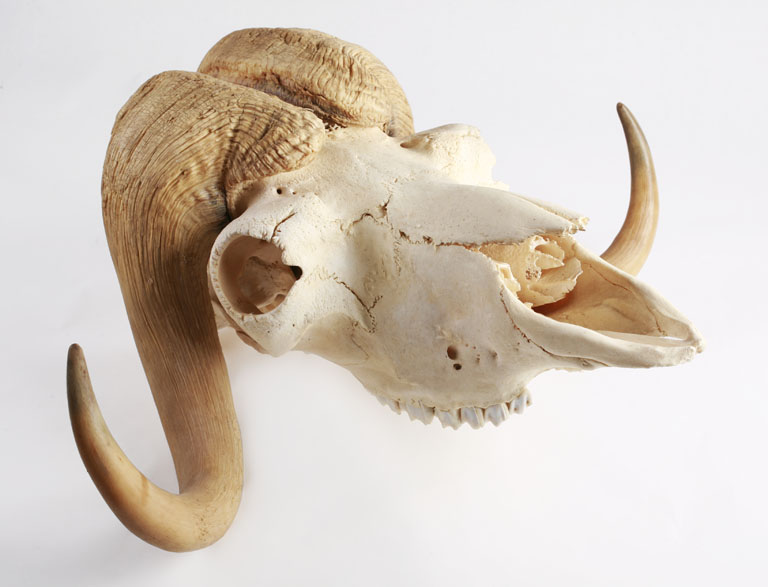
Cranio di bue muschiato
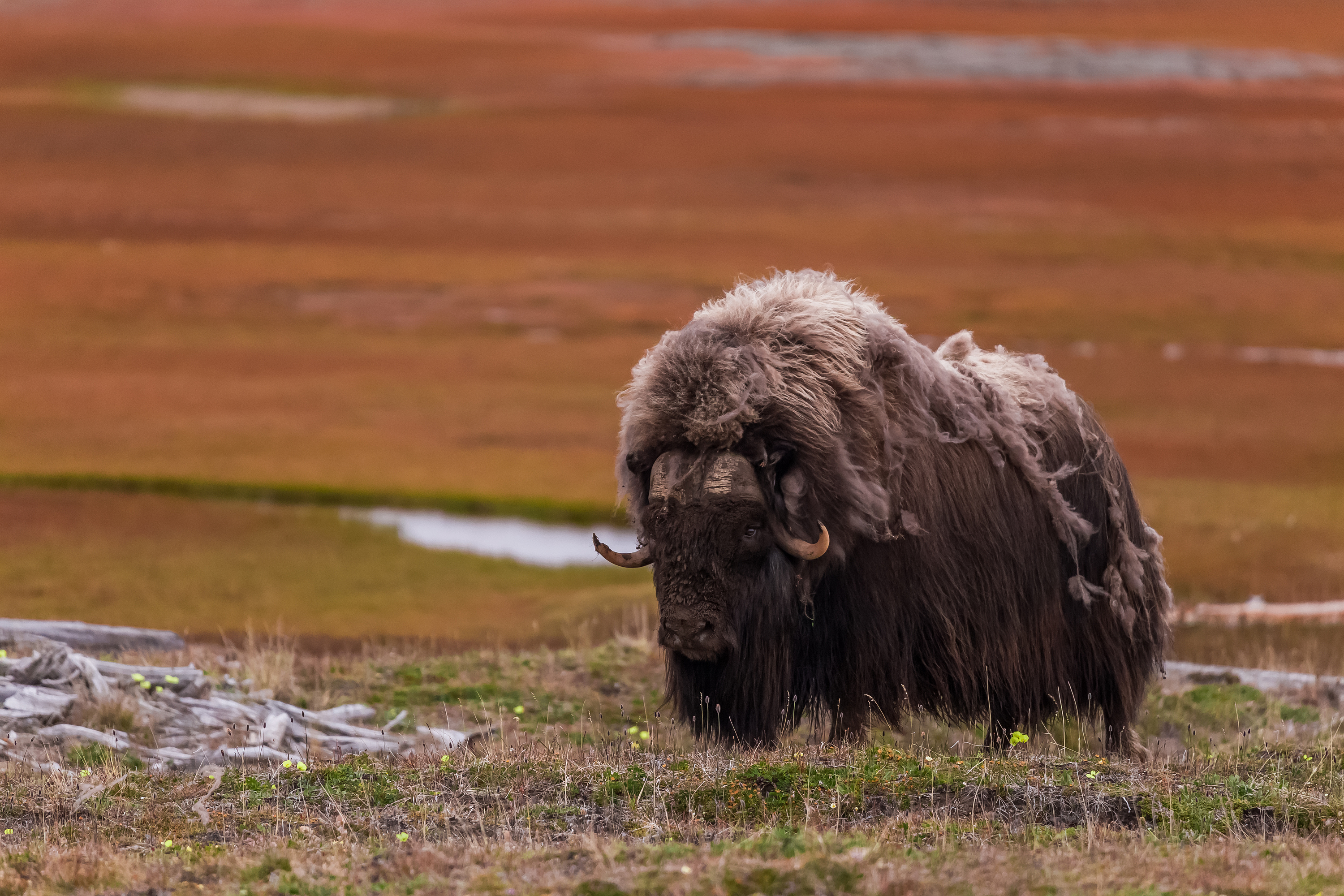